# Casa Par (Martorell)
La Casa Par és una obra de Martorell (Baix Llobregat) protegida com a Bé Cultural d'Interès Local.

## Descripció
Es tracta d'una casa pairal de la família Par (segle XV-XX). L'edifici consta de planta baixa, un pis i golfes, amb jardí i sortida sobre el "Marge gros", al carrer Mur, 65, dotada d'una ploma d'aigua. La casa s'adapta a la diferència de nivell existent entre els carrers Clavé i Llosellas amb el carrer del Mur. El Marge gros -definició que ja trobem documentada l'any 1444-, era la feixa de terreny que quedava tancada entre la muralla del "Mur" i el "Vall", i s'estenia des del carrer de Llosellas (antigament del Vall), fins al de la Diputació.
La casa consta de tres cossos integrats. L'estructura més antiga és la del centre, amb un portal de pedra adovellat (segle XV), mentre que el cos de l'esquerre té més profunditat.